# Estação Jorge Chávez
A Estação Jorge Chávez é uma das estações do Metrô de Lima, situada em Lima, entre a Estação Atocongo e a Estação Ayacucho. Administrada pela GyM y Ferrovías S.A., faz parte da Linha 1.
Foi inaugurada em 11 de julho de 2011. Localiza-se no cruzamento da Avenida Tomás Marsano com a Avenida Jorge Chávez. Atende o distrito de Santiago de Surco.